# Yaqub Sarraf

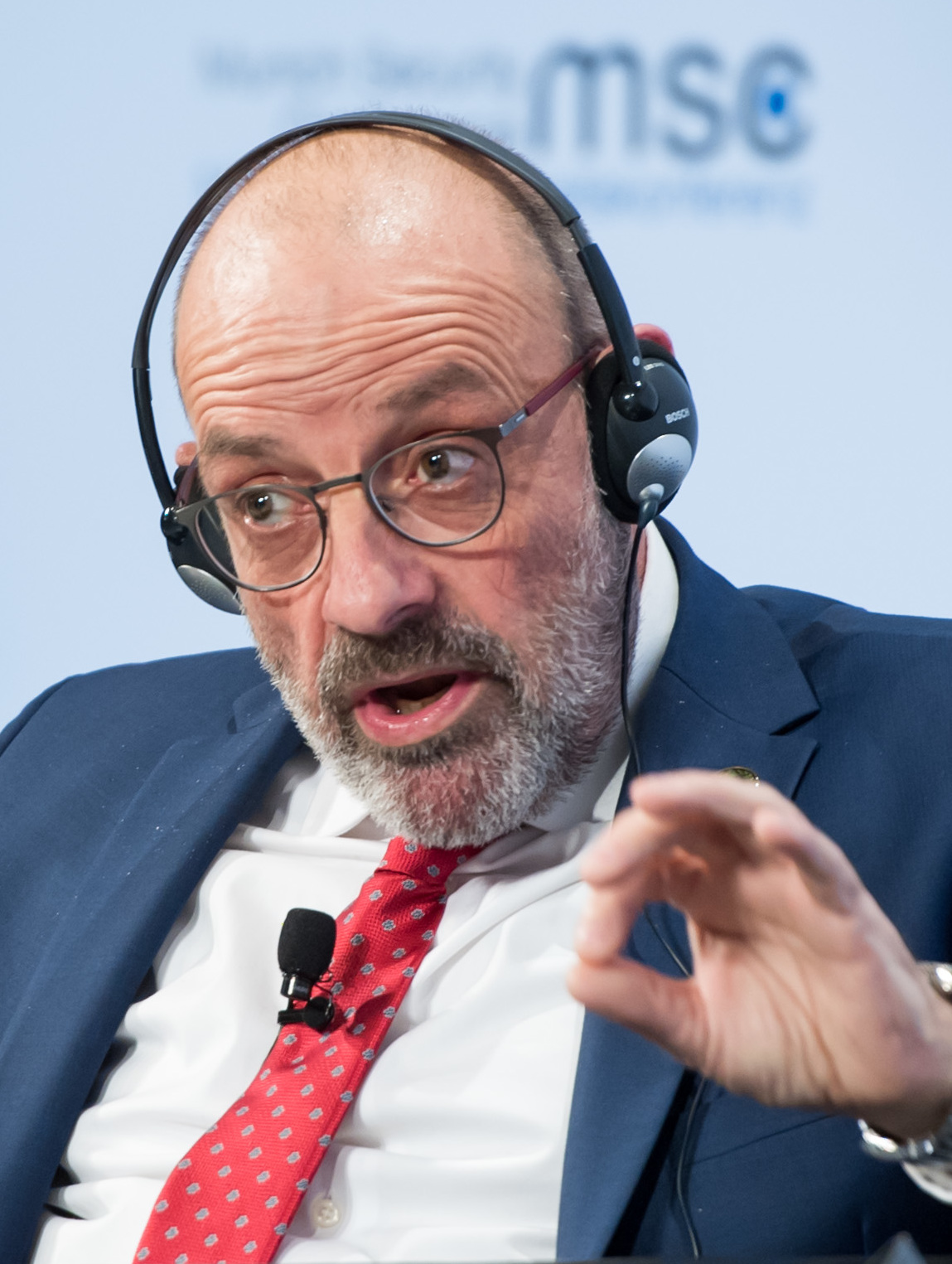
Sarraf während der 54. MSC 2018

Yaʿqub Riyad as-Sarraf (* 1961 in Miniara, Akkar) (arabisch يعقوب رياض الصراف, DMG Yaʿqūb Riyāḍ al-Ṣarrāf), auch Yaqub Sarraf (arabisch يعقوب صراف) ist ein libanesischer Politiker.

## Leben
Sarraf ist ein Griechisch-orthodoxer Christ und hat an der Amerikanischen Universität Beirut Abschlüsse als Ingenieur im Bauwesen und in Architektur erworben. Er ist verheiratet und hat zwei Kinder. Sarraf arbeitete für Unternehmen in Griechenland, Frankreich und dem Libanon, bevor er im Jahre 1999 Gouverneur von Beirut wurde. Seit dem Jahre 2003 war er Gouverneur des Gouvernements Libanonberg.
Er galt als nahestehend zu Präsident Émile Lahoud und pro-syrisch und war an einigen Konflikten mit dem Stadtrat von Beirut und mit Rafiq al-Hariri beteiligt. Lahoud ernannte ihn in der durch Ministerpräsident Fuad Siniora im Juli 2005 gebildeten libanesischen Regierung zum Umweltminister. Nach dem Attentat auf den Verteidigungsminister Elias Murr am 12. Juli 2005 vertrat er bis zur Genesung von Murr dessen Ressort. International wurde Sarraf durch seine Verurteilung der Ölpest im östlichen Mittelmeer 2006 bekannt, die während des Libanonkrieges durch die israelische Bombardierung eines Heizkraftwerkes in Dschije ausgelöst wurde.
Sarraf trat am 13. November 2006 vor der Kabinettssitzung zurück, in der die Regierung Sinioras den Statuten eines internationalen Tribunals zur Aufklärung und Verurteilung der Verantwortlichen am Attentat auf den Fahrzeugkonvoi des früheren Ministerpräsidenten Hariri zustimmte. Sarraf war nach dem Rückzug aller schiitischen Minister am 11. November der sechste Minister, der seinen Rücktritt erklärt hatte, nachdem die Verhandlungen zur Bildung einer Regierung der nationalen Einheit gescheitert waren. Angehörige der anti-syrischen Zukunftsbewegung sahen darin einen Versuch, das internationale Tribunal zu verhindern.
Seit Dezember 2016 ist Sarraf Verteidigungsminister im Kabinett von Saad Hariri.